# 猪臥山トンネル
猪臥山トンネル（いぶしやまトンネル）は、岐阜県高山市清見町夏厩と飛驒市畦畑を結ぶ、岐阜県道90号古川清見線（飛騨卯の花街道）のトンネルである。
トンネルの総延長は4,475 mで、都道府県道で日本一の長さである。2002年（平成14年）7月15日に林道畦畑彦谷線の一部として開通。同年12月1日に県道古川清見線の区間となった。このトンネルができたことにより、飛驒清見インターチェンジから旧古川町までの移動時間が30分短縮された。

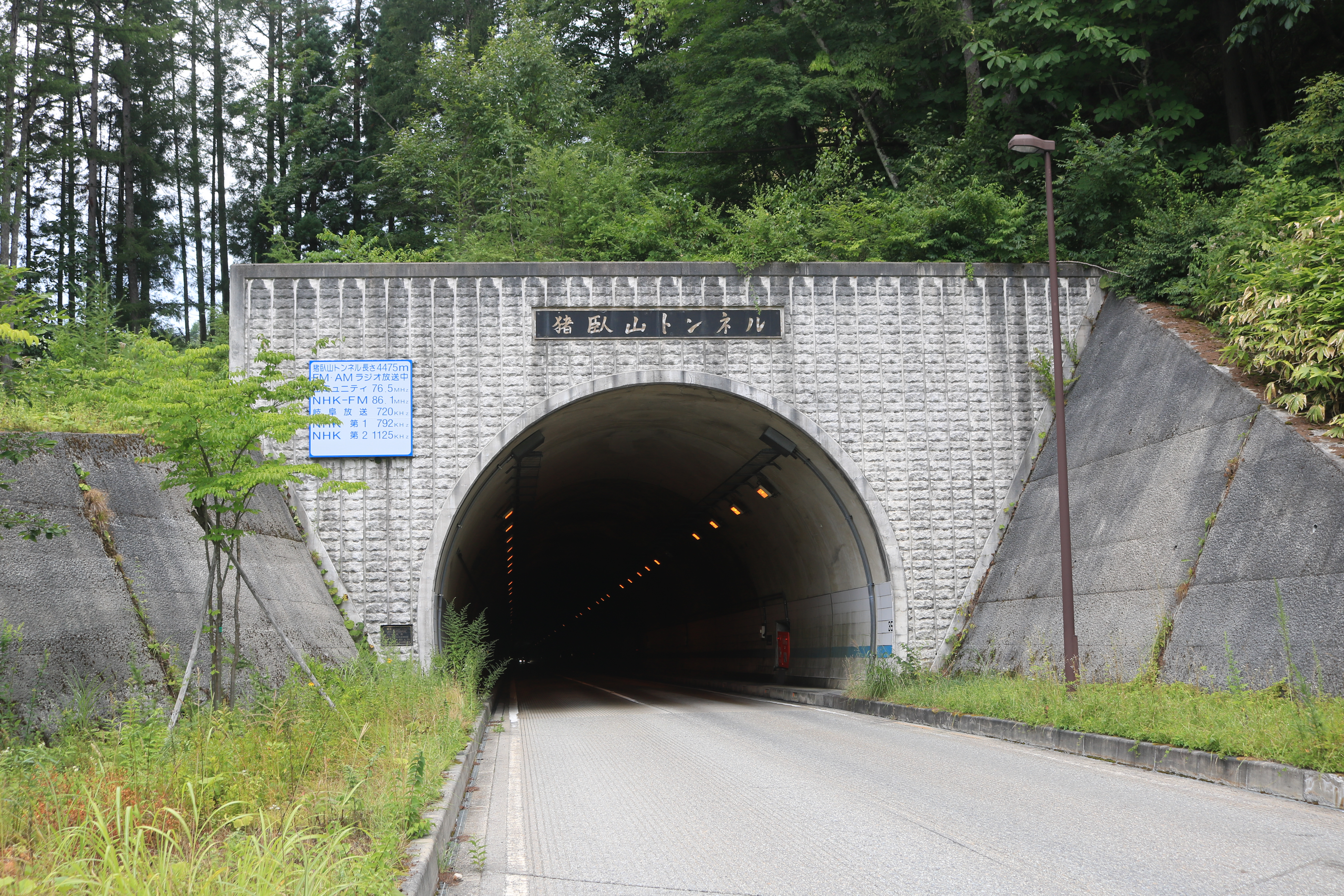
北口、飛驒市畦畑
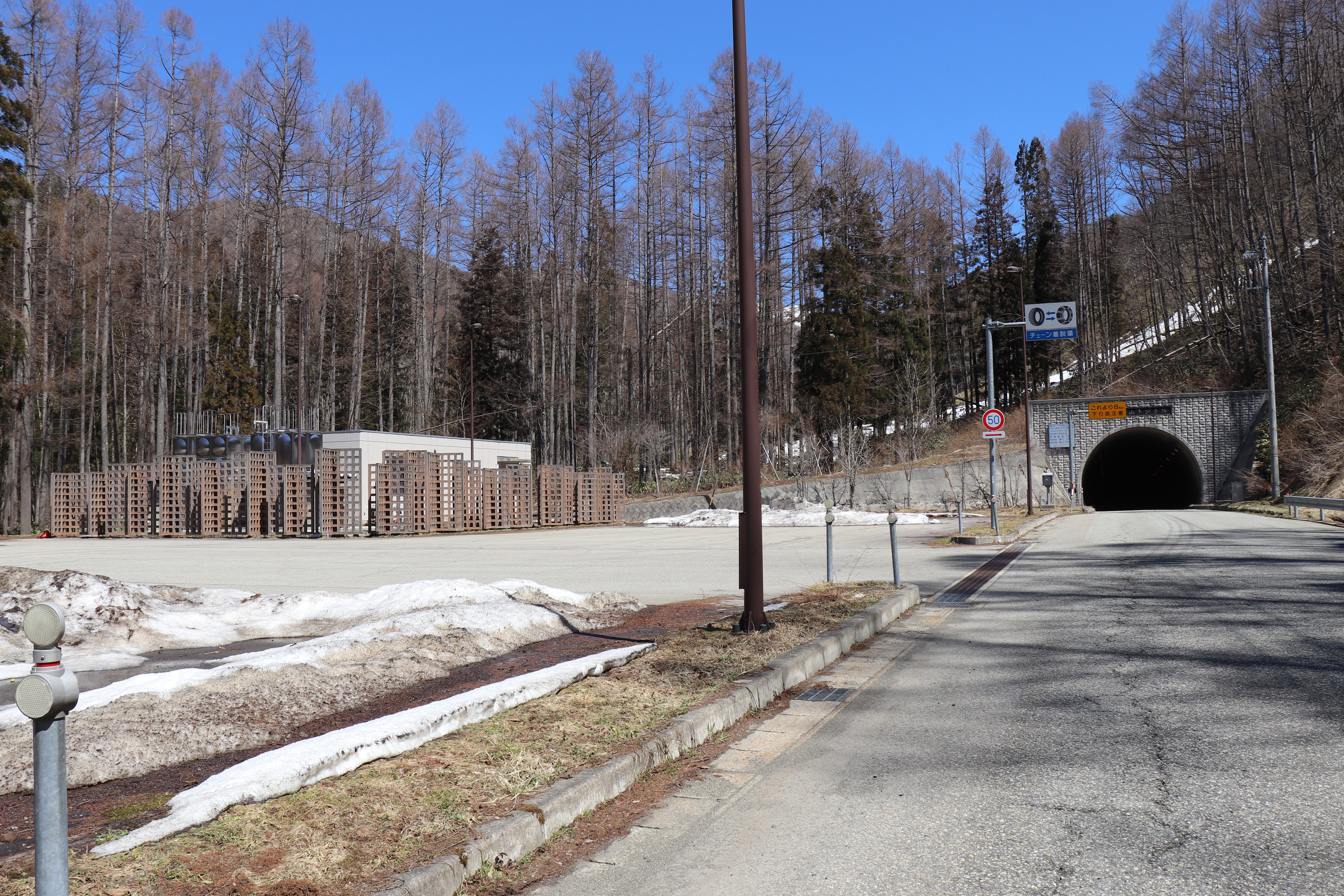
南口とチェーン着脱場、高山市清見町夏厩

## 諸元
- 延長 - 4,475 m
- 幅員 - 7.0 m
- 高さ - 4.7 m
- 施工 - 大日本・戸田・市川共同企業体、大林・前田・土屋共同企業体
- 完成 - 2001年（平成13年）9月

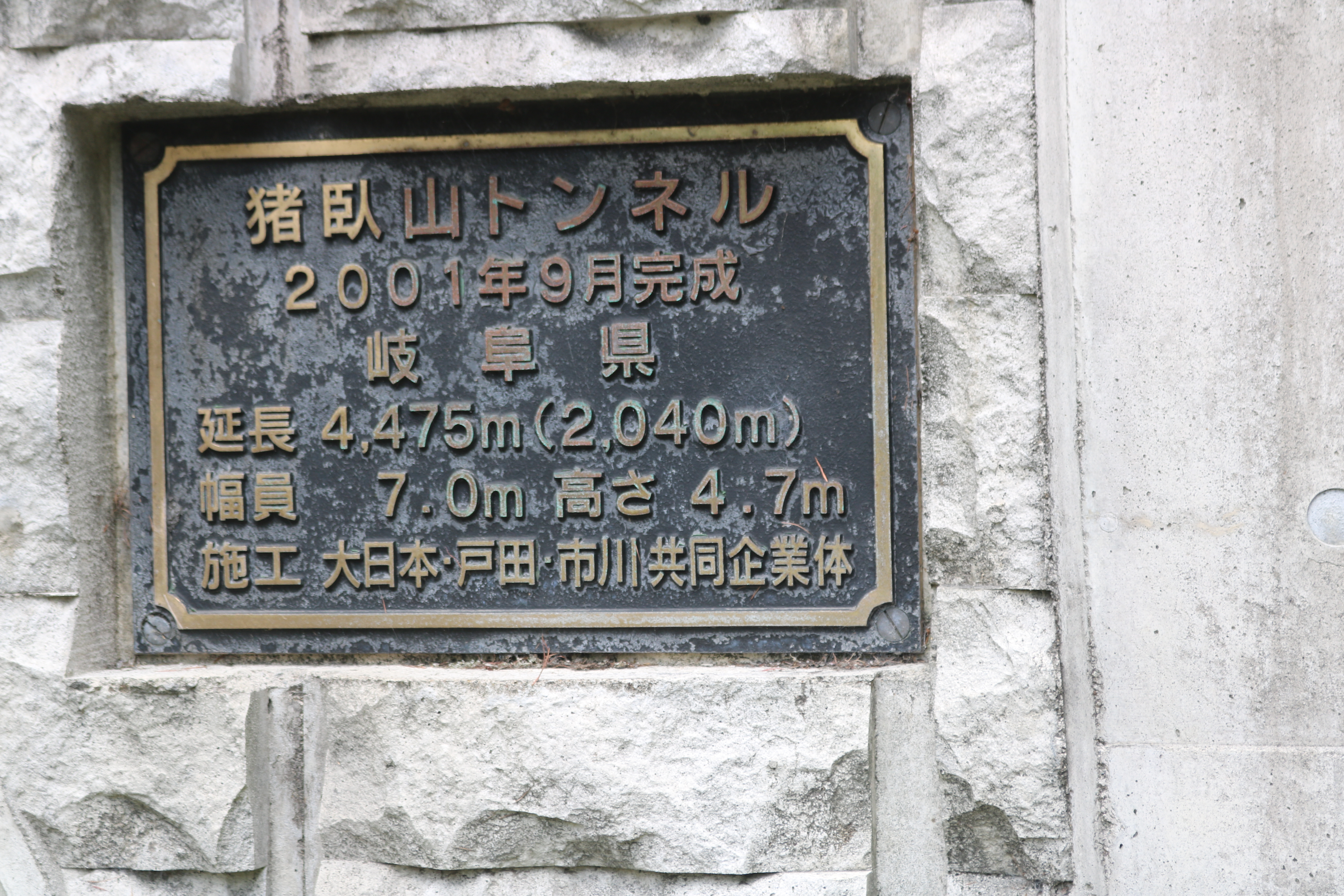
トンネルの銘板（南側）